# Karen Davis (cantante)
Karen Davis es una cantante estadounidense de música mesiánica. Es líder de alabanza en la congregación mesiánica Kehilat HaCarmel (Asamblea Carmel), ubicada en el Monte Carmelo, en Haifa, Israel.
Davis es considerada una de las cantantes femeninas más reconocidas y representativas de la música de alabanza mesiánica. Ella canta tanto en hebreo como en Inglés, y muchas de sus canciones han sido incluidas en importantes compilaciones mesiánicas de multi-artistas, como las series de  Galilee of the Nations: "Adonai", "Elohim", y "Heart for Israel".

## Biografía

### Primeros años
Karen Davis nació en Estados Unidos y se crio en una familia judía reformada que solía ir a la sinagoga en días festivos. Sin embargo, ella describe que la "religión" predominante en casa era el humanismo.
Desde joven tomó lecciones de música clásica en Filadelfia y más tarde fue a Nueva York buscando mejores oportunidades en la escena musical. Allí formó parte de una banda de rock.

### Conversión al cristianismo
En Nueva York ella se encontraba constantemente en una búsqueda espiritual, y llegó a explorar filosofías del movimiento New Age y prácticas ocultistas, pero no permaneció con esas creencias. Más tarde, conoció a una mujer cristiana llamada Camile, quien trabajaba en el equipo de Plaza Sésamo creando personajes para los Muppets. Un día en una conversación, Camile le preguntó a Karen si quería orar, y así oraron a Jesucristo lo que ella concibió como una clase de oración de confesión. Karen dice que en ese momento no entendía muy bien lo que había pasado porque era algo que nunca había hecho antes y estaba en contra de todas las creencias y prejuicios que ella había tenido contra el cristianismo, sin embargo, asegura que experimentó un despertar espiritual profundo. Después empezó a leer el Nuevo Testamento y lo pudo entender como una continuación de la historia del Antiguo Testamento que había conocido cuando era niña. Ella describe que mientras continuada con la lectura de la Biblia, ella sentía como el amor de Dios iba transformando toda su vida. Más tarde confesó abiertamente a Yeshúa como su Mesías y también dejó de cantar en la banda de rock, diciendo que estaba cansada de cantar canciones acerca de las relaciones entre parejas.

### Ministerio
Karen se casó con David Davis, quien sería un pastor y ministro cristiano ordenado con el ministerios World Challenge de David Wilkerson, con el que el ministerio de los Davis también ha estado relacionado. Su esposo es también autor de varios libros. Después de su boda, Karen tuvo un fuerte deseo de viajar a Israel para compartir el Evangelio. Después de considerarlo junto con su marido, ambos se trasladaron a Jerusalén como inmigrantes. Más tarde, en 1990, se mudaron a la ciudad de Haifa en el mismo país.
En 1989, ella y su marido David fundaron el ministerio Aliyah y posteriorment un ministerio centro de rehabilitación con doctrina basada en la Biblia, cuyo nombre es Beit Nitzachon (Casa de la Victoria). El centro fue fundado con el propósito de ayudar a drogadictos judíos y árabes a superar sus dificultades y encontrar fe en Dios. En 1990, los Davis conocieron a Peter y Rita Tsukahira, (quienes eran inmigrantes japoneses cristianos en Israel), y los invitaron a ser cofundadores y ministros de una nueva congregación. Ellos aceptaron, y en 1991, después del término de la Guerra del Golfo, todos juntos erigieron el ministerio Kehilat HaCarmel (Asamblea Carmel), en la que los Tsukahira son directores. (Peter Tsukahira más tarde escribiría un libro llamado "God's Tsunami"). El lugar está ubicado en el norte de Israel, y la tierra fue entregada de forma gratuita a los Davis por creyentes provenientes de Inglaterra. Alrededor de 500 voluntarios provenientes de cincuenta naciones diferentes fueron a ayudarles a la construcción del edificio. A través de los años, Beit Nitzachon ha recibido a muchos refugiados y a mujeres maltratadas israelitas que han sufrido de violencia intrafamiliar. El centro se fundó con una visión basada en las profecías del Libro de Isaías, así como en el verso de Efesios capítulo 2, que describe a Jesucristo como el la paz de los corazones de los hombres.
Karen describe a las guerras, el satanismo y las prácticas New Age como los principales problemas espirituales en la tierra de Haifa.

### Carrera musical Mesiánica
Hoy en día, Karen es reconocida internacionalmente como una de los máximas exponentes de la música judía mesiánica. Las diversas producción de Karen se han grabado en Tierra Santa, y muchas han sido producidas por su viejo colaborador, Gabriel Alonso, quien también es productor de música cristiana francesa (como Andy et Gabriel Alonso) y que sido arreglista para otros cantantes cristianos como Paul Baloche y Michael W. Smith.
Karen también es incluida como solista en "aclamadas" compilaciones mesiánicas como Land of Israel, Adonai, Elohim, y Yeshua. Billboard catalogó a la compilación "Adonai" como "una grabación impresionante", y describió a músicos como Karen como "artistas poderosas".

## Discografía
- Shout From The Mountain (1997)
- Yeshua (2001)
- Sar Shalom: Breakthrough from the Land of Israel (2003)
- Israel, My Beloved (2006)
- The Lord Roars From Zion: Songs of the Warrior Bride (2009)
- Songs in the night (2011)